# بوکل (نیدرزاکسن)
بوکل (به آلمانی: Bokel) یک منطقهٔ مسکونی در آلمان است که در بوشتدت واقع شده‌است. بوکل ۲٬۵۱۱ نفر جمعیت دارد.